# Schistura savona
Schistura savona es una especie de peces de la familia Balitoridae en el orden de los Cypriniformes.

## Morfología
• Los machos pueden llegar alcanzar los 2,4 cm de longitud total.

## Distribución geográfica
Se encuentra en el Nepal, India (Uttar Pradesh) y Bangladés.

## Hábitat
Es un pez de agua dulce.